# Oreocereus fossulatus
Espèce
Classification phylogénétique
Statut de conservation UICN

 NT  : Quasi menacé
Statut CITES
Oreocereus fossulatus est une espèce de cactus (famille des Cactaceae) présentant la particularité d'avoir de grandes épines et de longs poils.
On présente parfois cette espèce comme synonyme à Oreocereus celsianus (Salm-Dyck) A.Berger ex Riccob.

## Liens externes

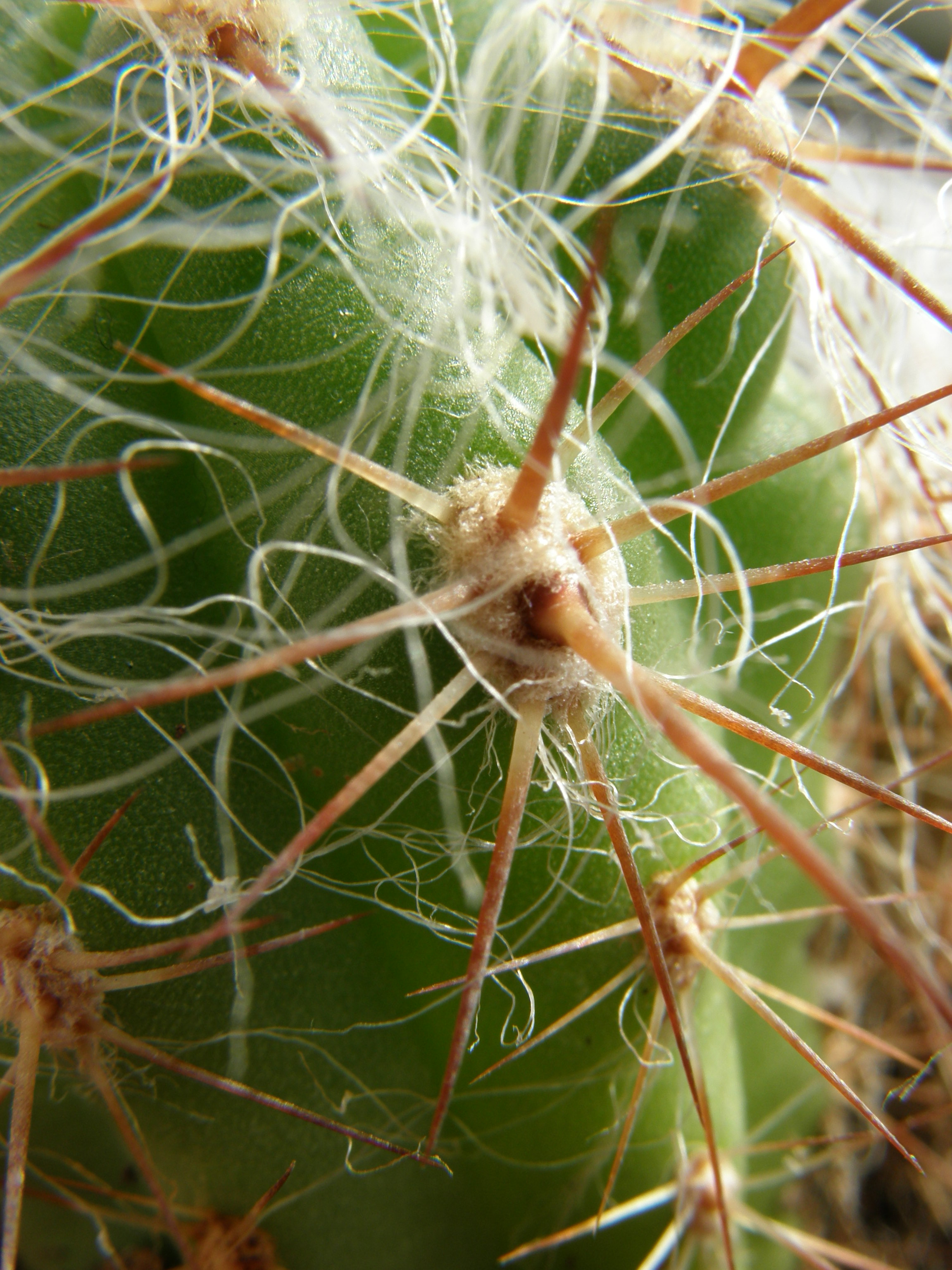
Oreocereus fossulatus : détail